# Silene conglomeratica
Silene conglomeratica är en nejlikväxtart som beskrevs av Melzh. Silene conglomeratica ingår i släktet glimmar, och familjen nejlikväxter. Inga underarter finns listade i Catalogue of Life.